# Minar-e-Pakistan

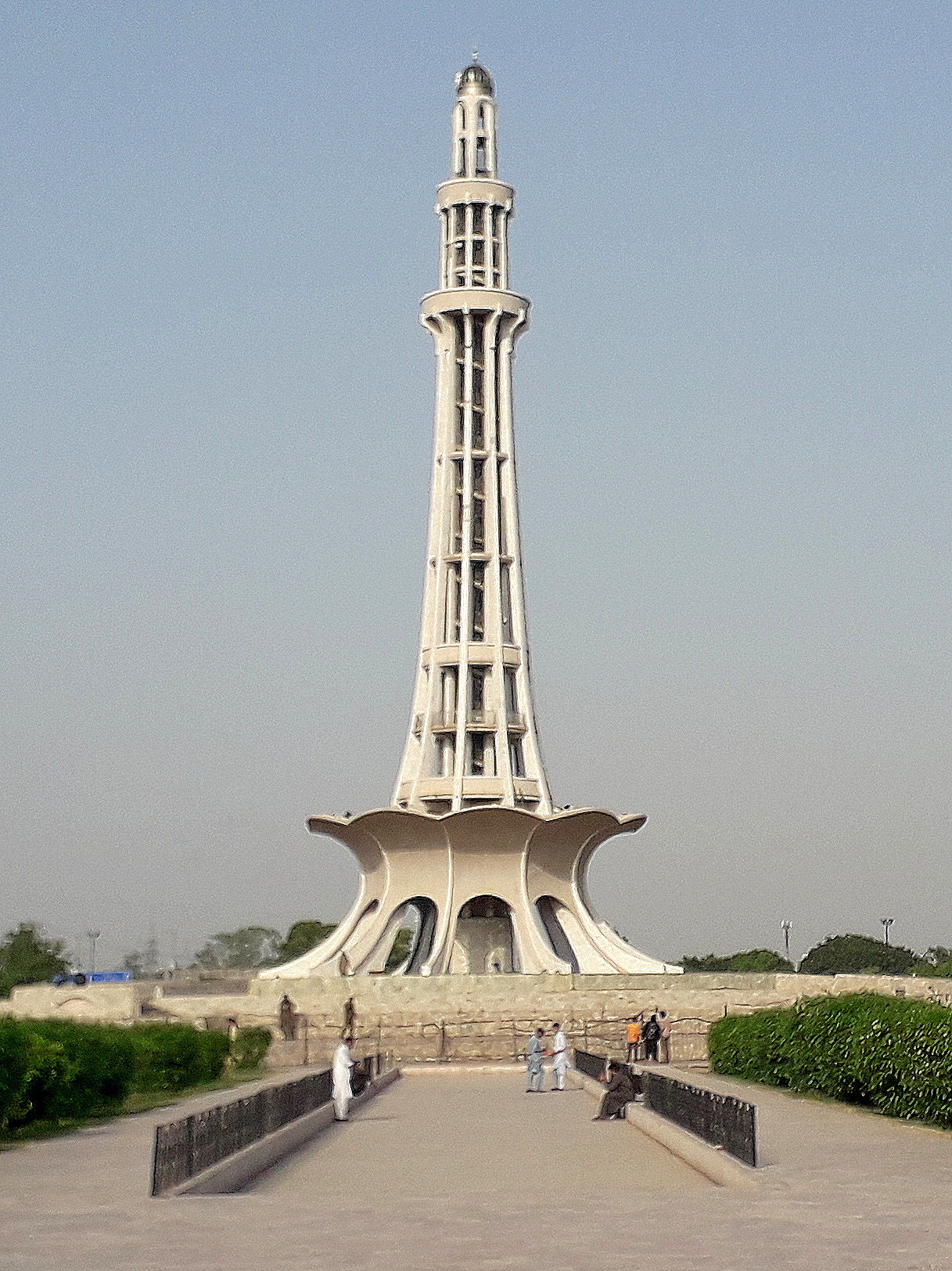
La torre in una fotografia del 2021.

Minar-e-Pakistan (in urdu  مینار پاکستان ‎?, ALA-LC: Minar-i Pakistan, lett. "Torre del Pakistan") è un monumento pubblico situato presso il parco Iqbal, uno dei più grandi parchi nel cuore di Lahore, nella provincia del Pangiàb, in Pakistan. La torre è stata costruita nel corso del 1960 sul luogo in cui, il 23 marzo 1940, la lega mussulmana panindiana, al termine del dominio coloniale dell'allora India britannica, approvò la cosiddetta risoluzione di Lahore, che rappresentò il primo manifesto ufficiale per una nazione separata per i mussulmani dell'Asia del Sud, così come previsto dalla teoria delle due nazioni.

## Progettazione
L'architettura della torre svela una miscela d'influenze di stili preesistenti (Moghul e islamico), combinati con linee più moderne.
La torre è stata progettata e supervisionata da Nasreddin Murat-Khan, architetto e ingegnere, proveniente dal Daghestan. Il progetto strutturale è stato eseguito dallo stesso Murat-Khan, sotto la supervisione dell'ingegner Abdur Rehman Khan Niazi, che operava in qualità d'ingegnere di design strutturale per «Illeri N. Murat-Khan & Associates». Una volta ricevuto il via libera per la costruzione, il progetto venne realizzato dalla "Mian Abdul Khaliq and Company". La posa della prima pietra avvenne il 23 marzo 1960. La realizzazione della struttura richiese otto anni, fino al completamento, il 21 ottobre 1968, con un costo stimato di 7.058.000 rupie pakistane. Su proposta di Akhtar Hussain, l'allora governatore del Pakistan occidentale, i fondi per il progetto vennero raccolti imponendo un'accisa sui biglietti del cinema e sulle corse dei cavalli.
La torre offre ancora oggi un'ampia vista panoramica di Lahore, ed è circondata da parchi che includono fontane in marmo e un lago artificiale.

### Struttura
La base si staglia 8 metri sopra il suolo circostante. La torre si erge circa 62 metri sulla base; l'altezza totale della torre è quindi circa 70 metri dal suolo. Gli elementi architettonici della base, simili a petali dispiegati come fiori, sono alti 9 metri cadauno. Il diametro della torre è di circa 9,75 metri. Il rostro è costruito di piastrelle a motivi geometrici, e si affaccia sulla moschea Bādshahi. La base comprende quattro piattaforme. Per simboleggiare gli umili inizi delle lotte per la conquista della libertà, la prima piattaforma consta di pietre grezze (provenienti dall'antica Taxila); la seconda piattaforma è fatta di pietre battute da un martello; la terza piattaforma è di pietre cesellate; infine, il marmo bianco lucido della quarta e ultima piattaforma raffigura il successo del movimento per l'indipendenza del paese. Il signor Mukhtar Masood, prolifico scrittore e allora vice-commissario di Lahore, è stato tra i membri della Commissione per l'Edilizia.

### Incisioni
Alla base, appaiono incisioni floreali su dieci placche commemorative in marmo, che convergono l'una sull'altra. Le incisioni riportano il testo della risoluzione di Lahore in urdu, bengalese e inglese, assieme al testo della risoluzione di Delhi, approvata il 9 aprile 1946. Su diverse placche appaiono versetti coranici e i 99 attributi di Allah, con calligrafia araba; altre iscrizioni riportano l'inno nazionale Pakistano (in urdu e bengalese), brani tratti dai discorsi di Muhammad Ali Jinnah (in urdu, bengalese e inglese), insieme con pochi distici di Allama Iqbal, il poeta nazionale.

## Manifestazioni
Minar-e-Pakistan ha ospitato nel corso della sua storia diverse manifestazioni, politiche e non. Famosa rimane la visita di stato del primo ministro indiano Atal Bihari Vajpayee il 21 marzo del 1999, prima visita di un capo di stato indiano.

## Galleria d'immagini

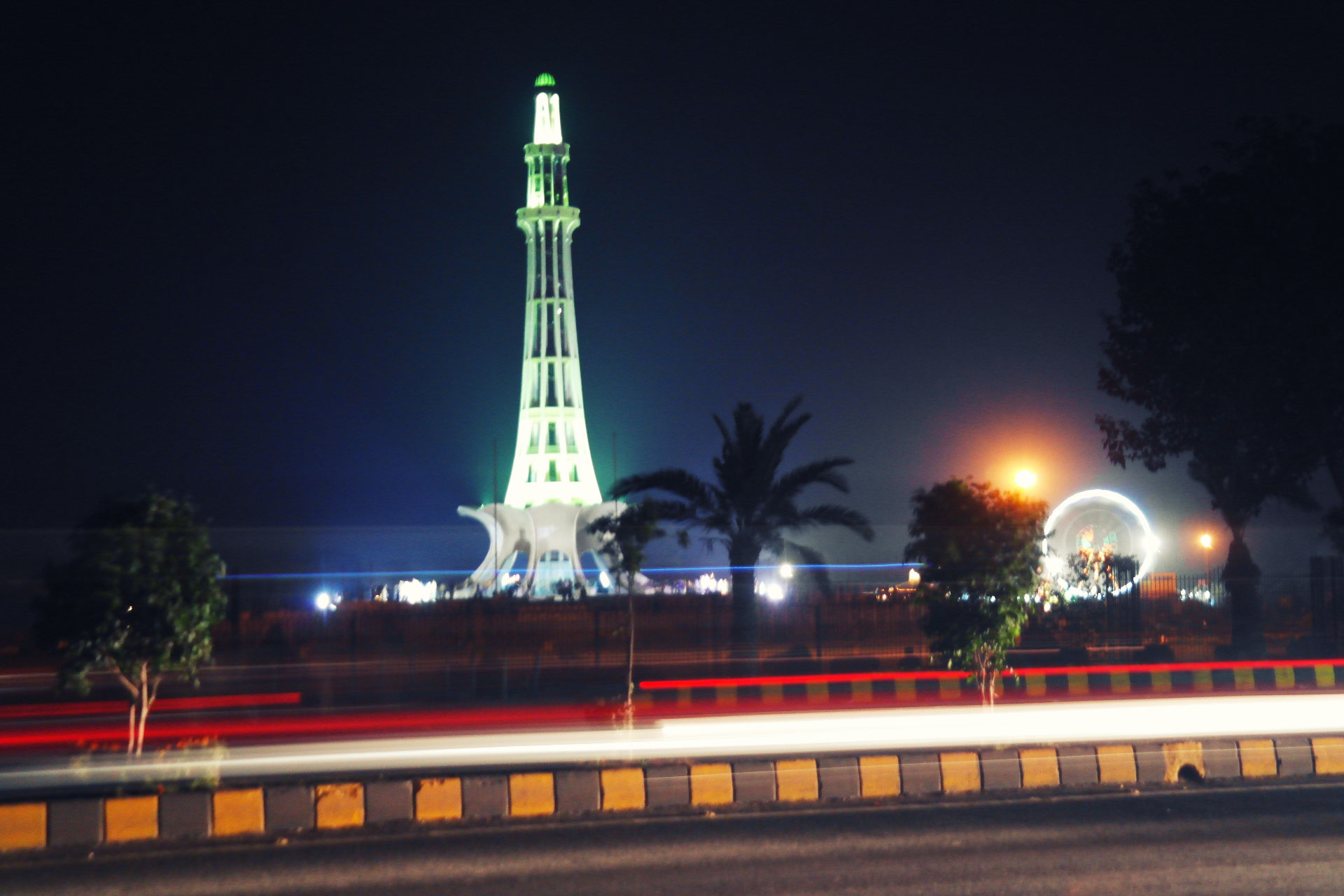
Minar-e-Pakistan di notte
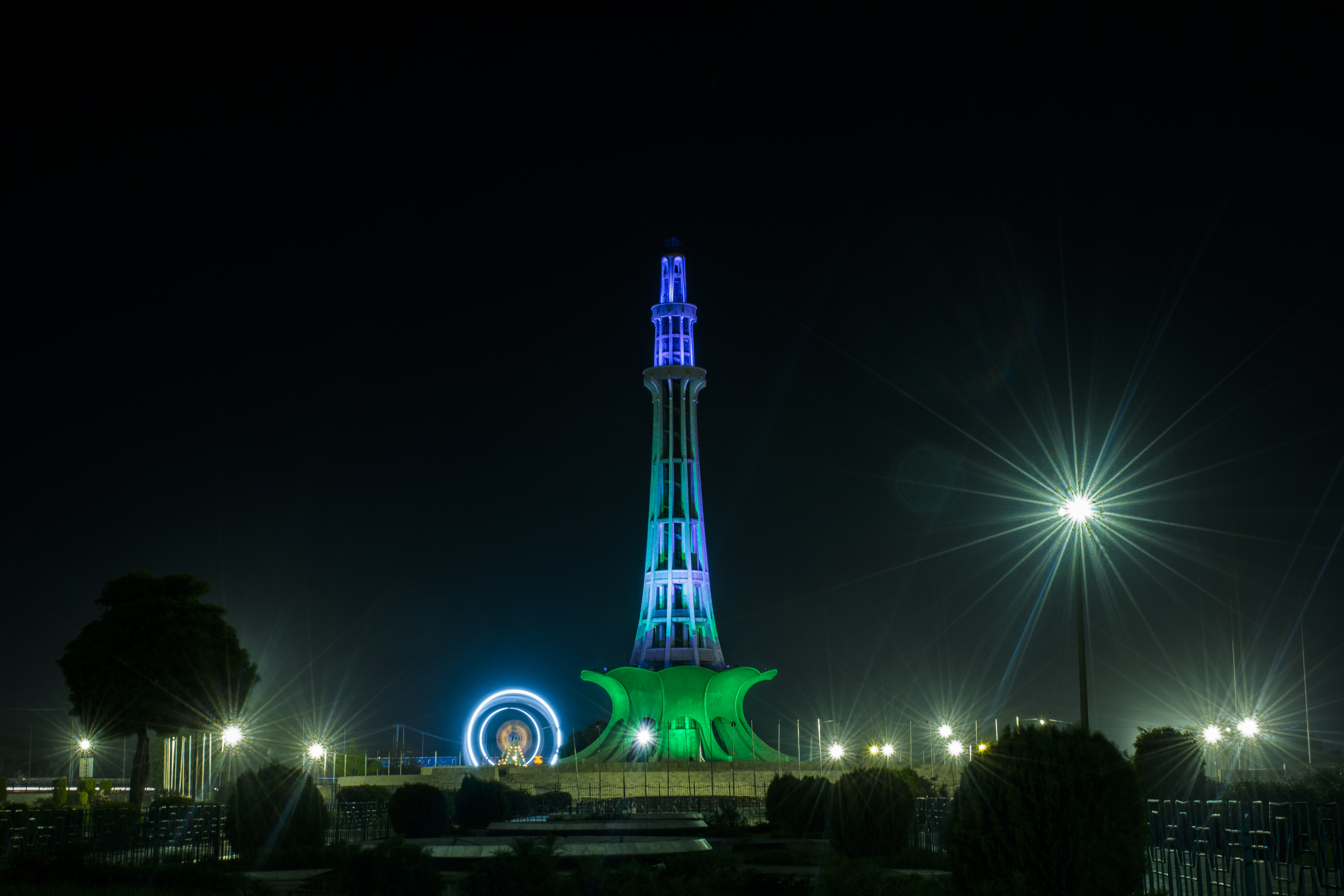
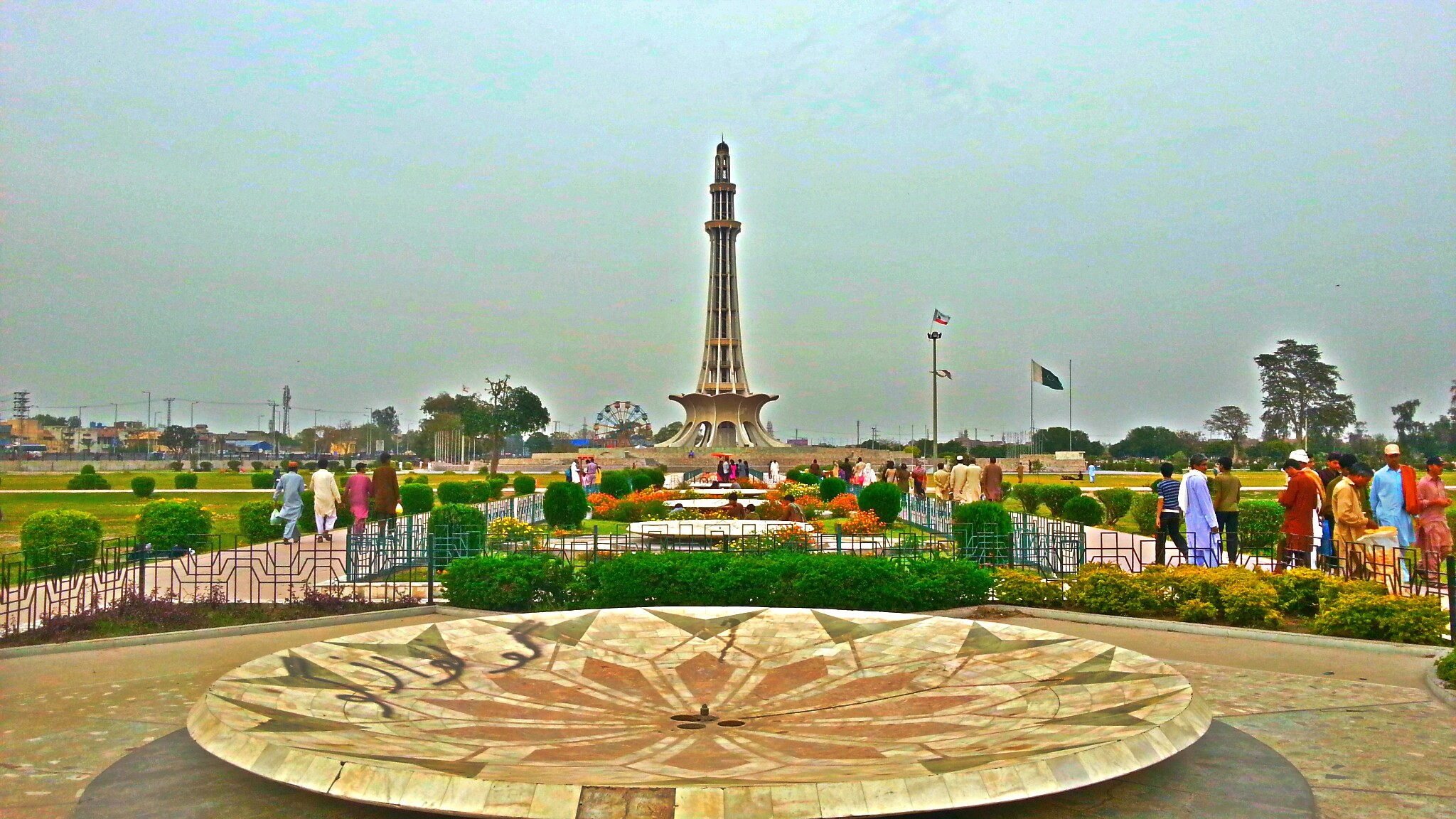
Minar-e-Pakistan vista dal parco Iqbal
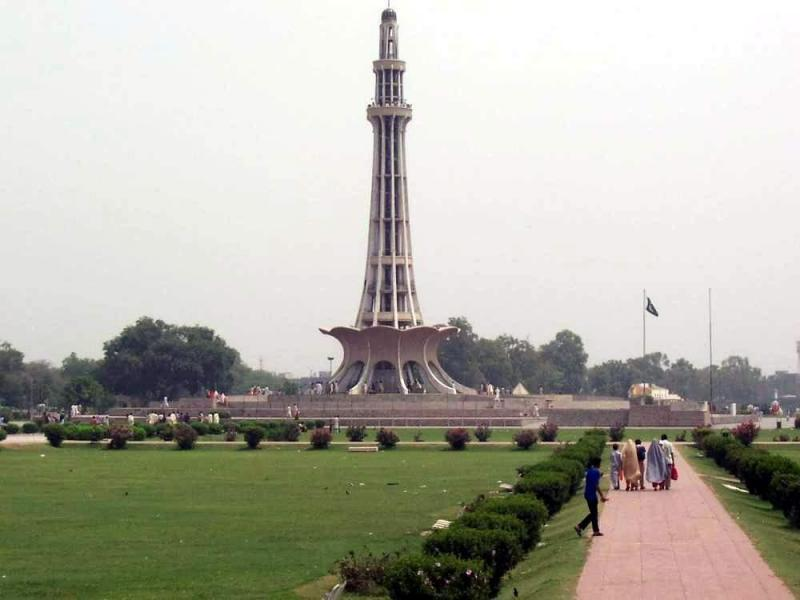
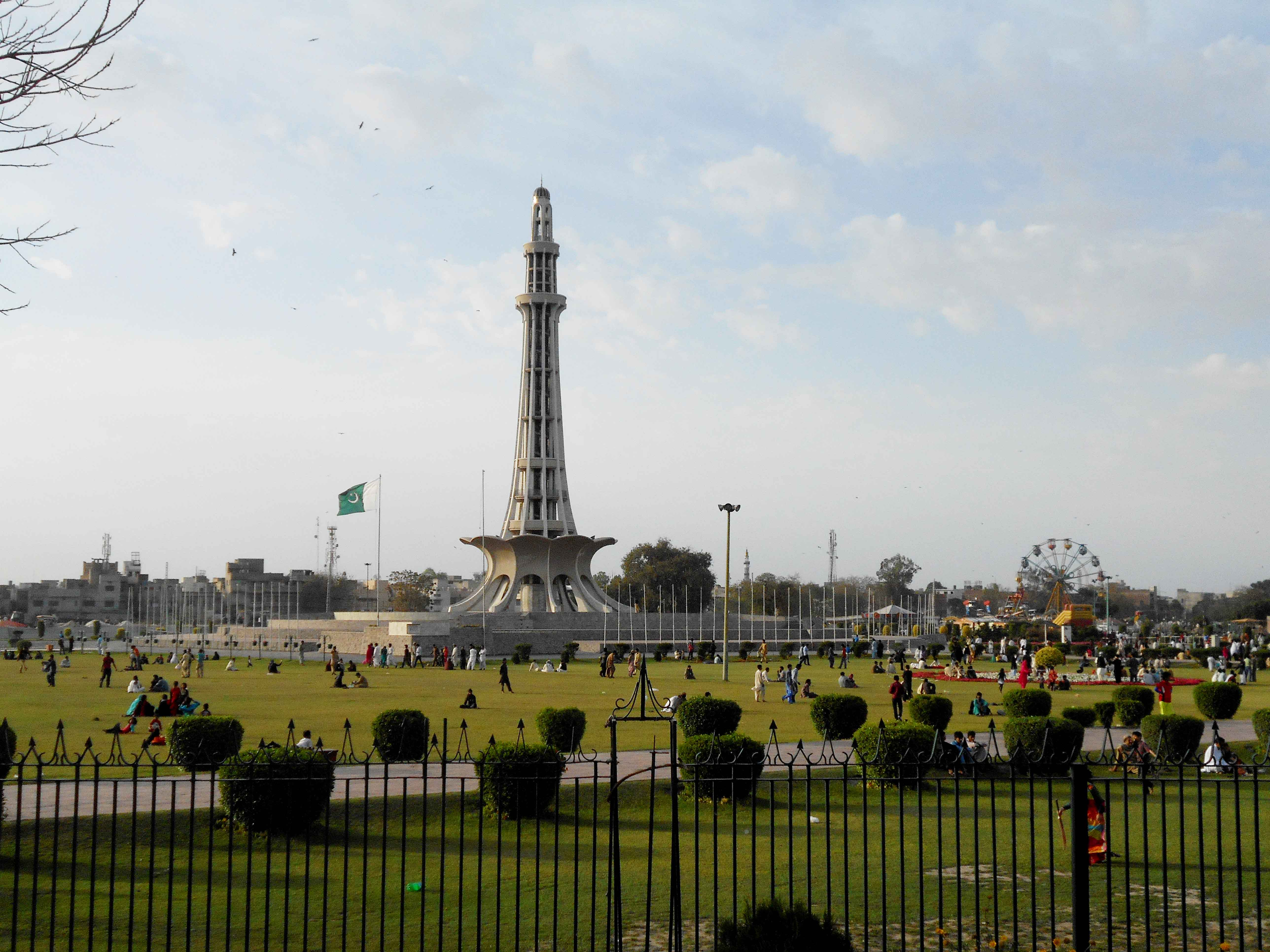
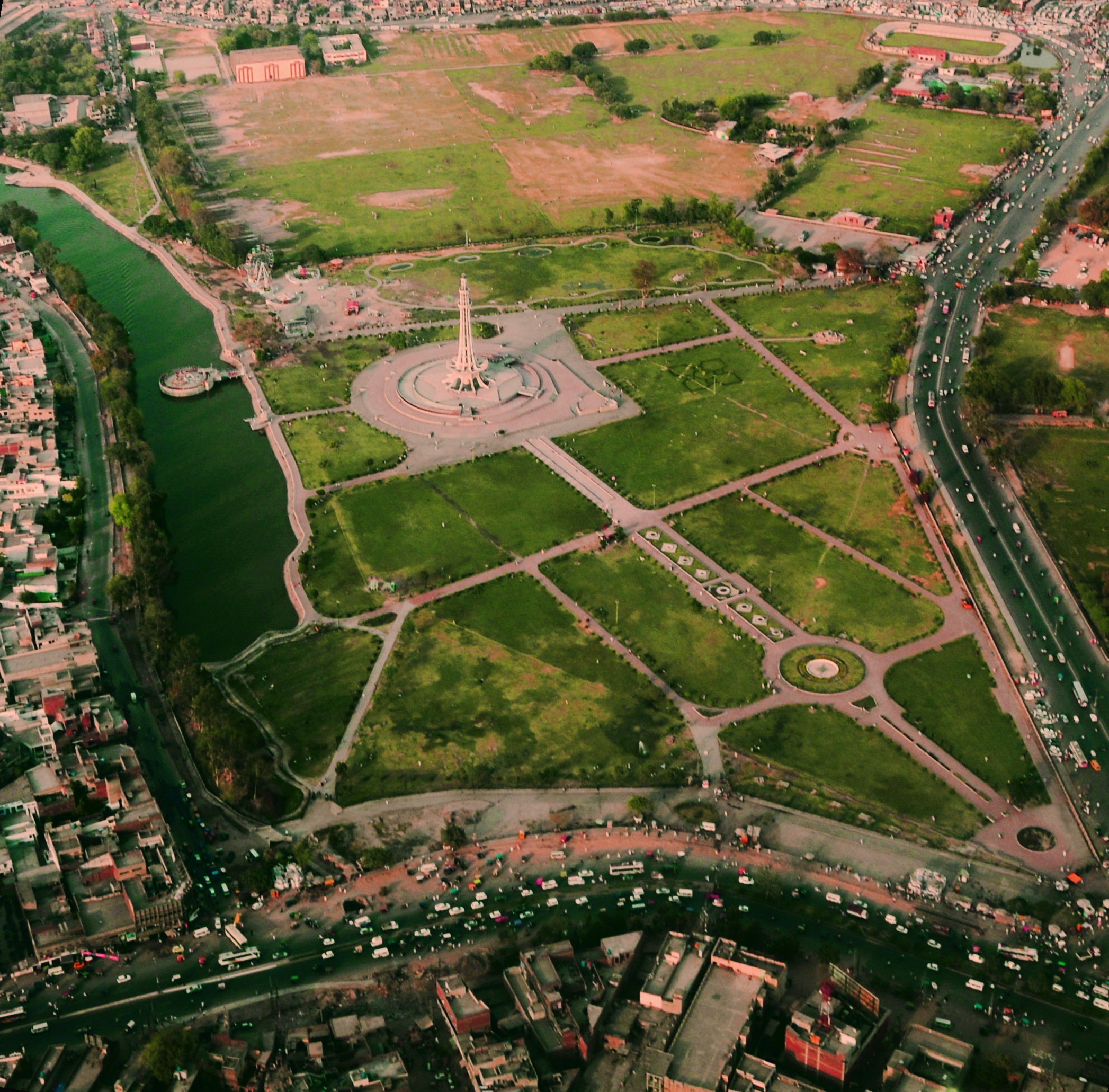
Minār-e-Pakistān, vista aerea
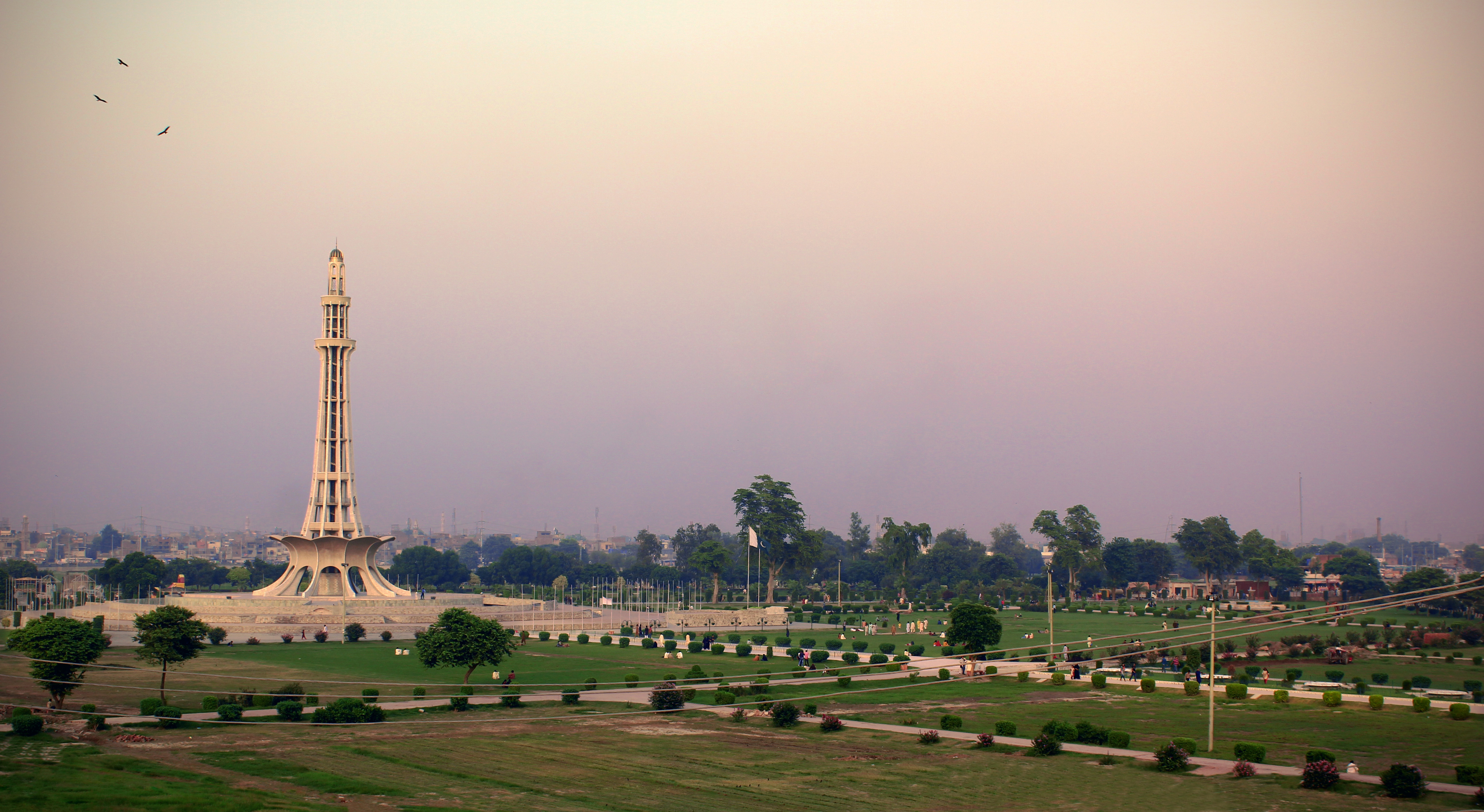
Minār-e-Pakistān e i giardini limitrofi